# Pita de l'Índia
La pita de l'Índia (Pitta brachyura) és un ocell passeriforme originari del subcontinent indi. Habita a la selva de matolls, als boscos caducifolis i als boscos densos de fulla perenne. Es reprodueix als boscos de l'Himàlaia, als turons de l'Índia central i occidental i migra a altres parts de la península a l'hivern. Tot i que és molt acolorit, sol ser tímid i s'amaga al sotabosc on caça insectes del sòl del bosc. Fa un xiulet característic de dues notes que se sent a l'alba i al capvespre. El seu estatus està catalogat com a menys preocupant a la Llista Vermella de la UICN, ja que la població es considera gran.

## Taxonomia
La pita de l'Índia es va conèixer per primera vegada a Anglaterra després que Edward Bulkley enviés una il·lustració d'un artista indi a James Petiver i li va donar el nom de "Ponnunky pitta" (en telugu: పొన్నంకి పిట్ట). Aquesta il·lustració va ser inclosa per William Derham al final de la Synopsis methodica avium pòstum de John Ray que es va publicar el 1713. L'ocell va ser descrit i il·lustrat de nou per Mathurin Jacques Brisson el 1760 i George Edwards el 1764. Els noms llatins encunyats per Brisson no s'ajusten a la nomenclatura binomial i no són reconeguts per la Comissió Internacional de Nomenclatura Zoològica. El 1766, Carl Linnaeus va incloure la pita de l'Índia a la seva obra Systema Naturae i va citar publicacions anteriors i va encunyar el nom científic Corvus brachyura. Linné va especificar la ubicació tipus com "Moluccis" i "Zeylona". La ubicació a les illes Moluques és un error, ja que la pita de l'Índia no hi viu. El nom genèric Pitta va ser proposat per Louis Jean Pierre Vieillot l'any 1816 per als ocells amb cua curta, bec recte punxegut i plomes llargues de les ales. És una espècie monotípica.

## Etimologia
La paraula "pitta" que designa el gènere deriva de la llengua telugu que significa “ocell petit”. El nom específic brachyura és una combinació de les paraules gregues clàssiques βραχυς brakhus 'curt' i -ουρος -ouros '-cua'.
Els noms locals a l'Índia es basen en els colors i comportaments com l'hora en què emeten la veu i aquests inclouen hindi : Naorang, panjabi : Nauranga (=nou colors), bengalí : Shumcha, cachar: Dao bui yegashi, gujarati : Navaranga o Hariyo ; Tamil : Kaachul, Aru-mani kuruvi (= ocell de les 6 en punt), Kathelachi, Thotta kallan ; Telugu: Polanki pitta, Ponnangi pitta ; Malayalam : Kavi ; Kannada : Navaranga i Sinhala : Avichchiya. La interpretació singalesa del seu crit és que l'ocell es queixa del robatori del seu vestit per part d'un paó: Evith giya, evith giya, ayith kiyannam, methe budun buduwana vita ayith kiyannam, que es tradueix com: "Va venir i se'n va anar! Anava i venia! Encara em queixaré quan torni el proper Buda! Encara em queixaré!"

## Descripció

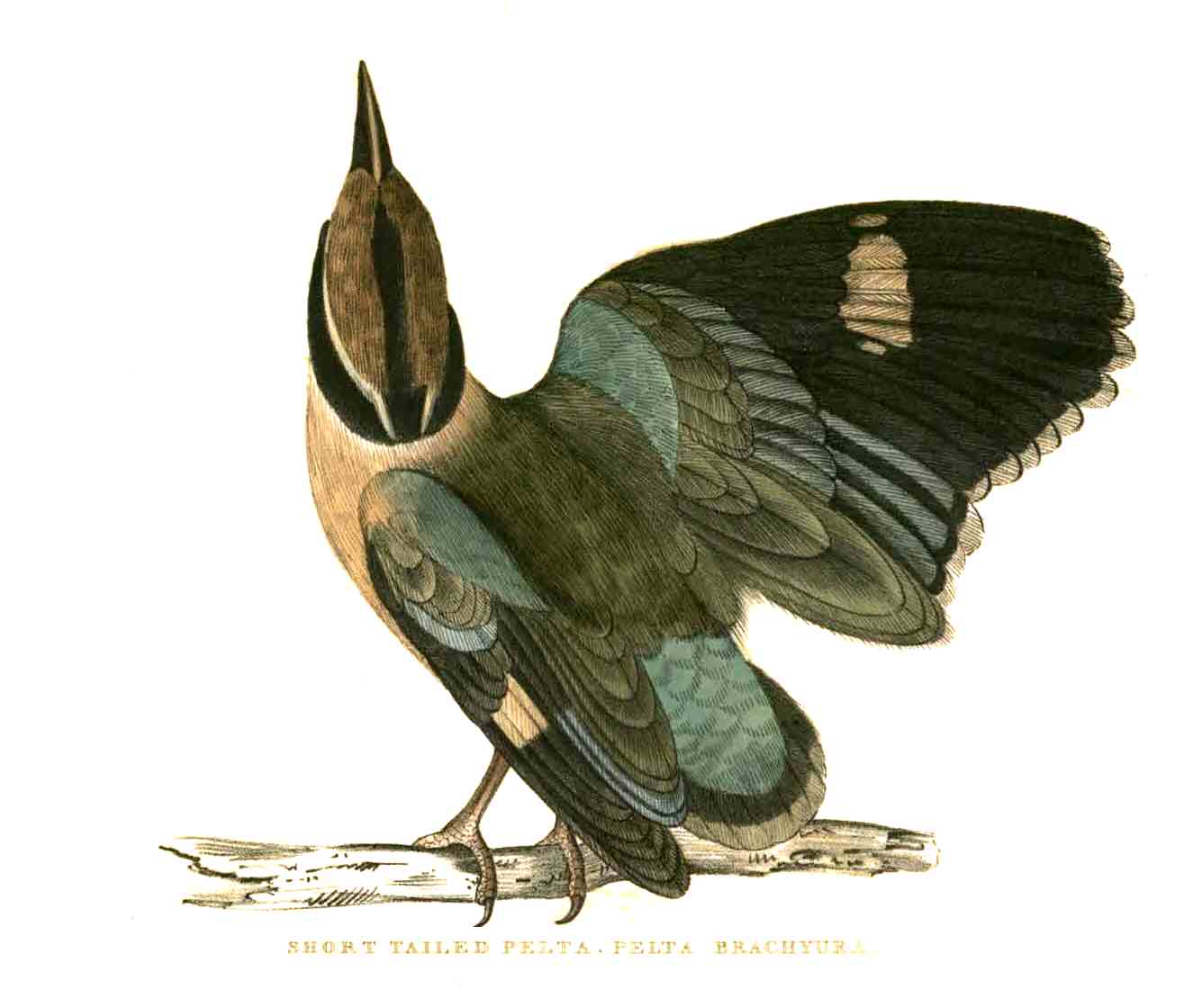
Il·lustració de Thomas Hardwicke -"pelta de cua curta" (1834)

La Pita de l'Índia és un petit ocell de cua rabassuda que es troba principalment al sòl dels boscos o sota un dens sotabosc, buscant insectes a la fullaraca. Té les potes llargues i fortes, la cua molt curta i el bec robust, amb una franja a la coroneta de color marró, ratlles coronals negres, una gruixuda franja negra als ulls i la gola i el coll blancs. Les parts superiors del cos són de color verd, amb la cua blava, les parts inferiors de color beix, amb la part inferior del ventre de vermell brillant. L'ocell salta a terra per alimentar-se i se sap que queda atrapat en trampes terrestres destinades a petits mamífers. S'ha suggerit que l'amplada de la franja coronal pot diferir entre els sexes.
Se sent el cant més sovint que no pas es veu i té un xiulet característic de dues notes wiit-tieu o wiit-piou o, de vegades, una nota triple hh-wit-wiiu . També emeten un crit d'una sola nota. Tenen el costum de cridar una o dues vegades, sovint amb individus veïns que s'hi uneixen, a l'alba o al capvespre, donant lloc al seu nom comú d'ocell "Sis en punt" en tàmil. En cridar el cap es tira enrere i el bec apunta cap amunt.
Les Pites de l'Índia es troben entre les poques aus suboscines o tirans del Vell Món. La pita de l'Índia és el membre basal d'un clade diferent que inclou moltes de les espècies orientals. Forma una superespècie amb la Pita nimfa (P. nympha), la Pita de manglar (P. megarhyncha) i la Pita alablava (P. moluccensis).

## Distribució i hàbitat

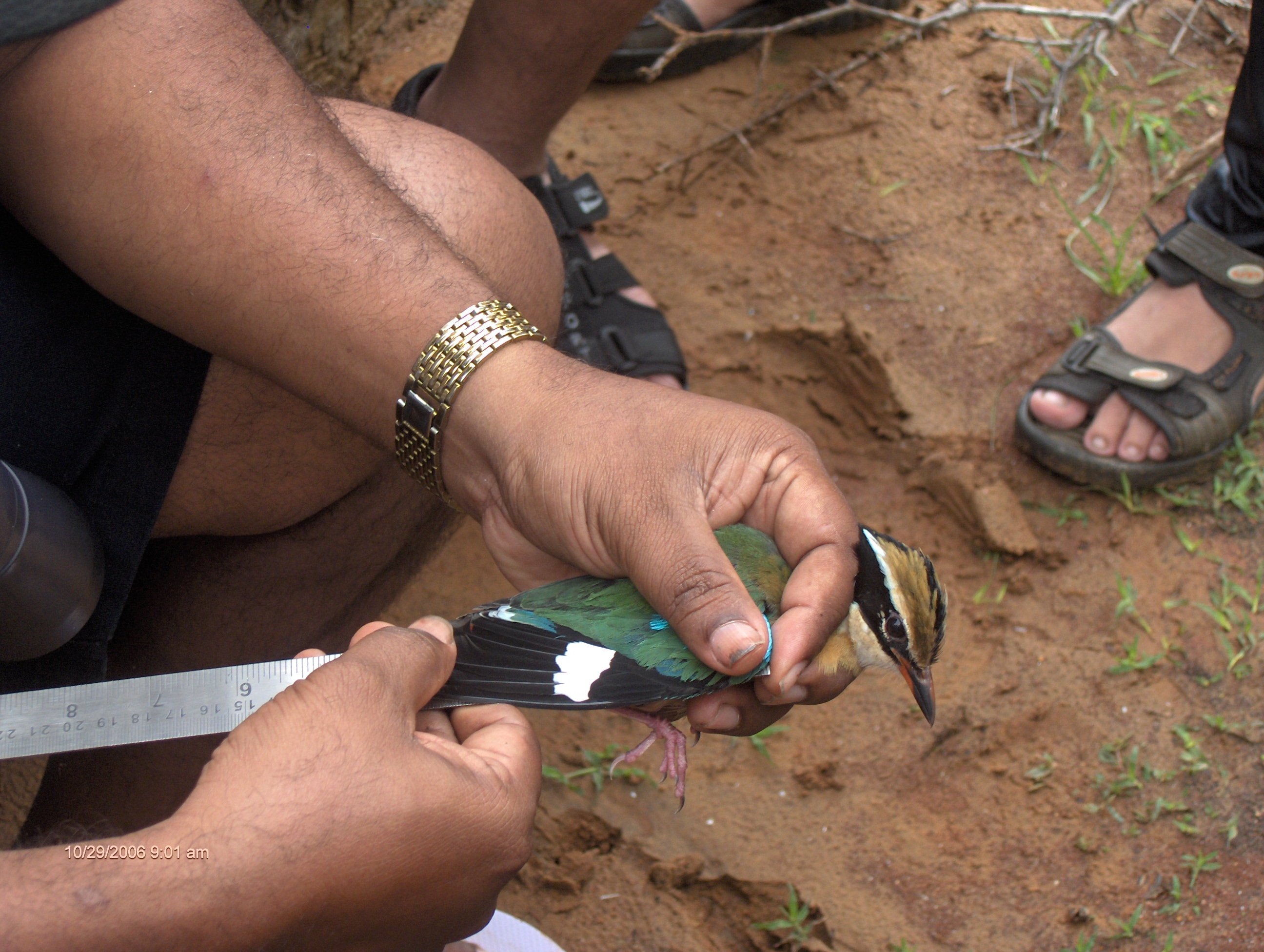
Mesura d'un ocell a Point Calimere (Índia)

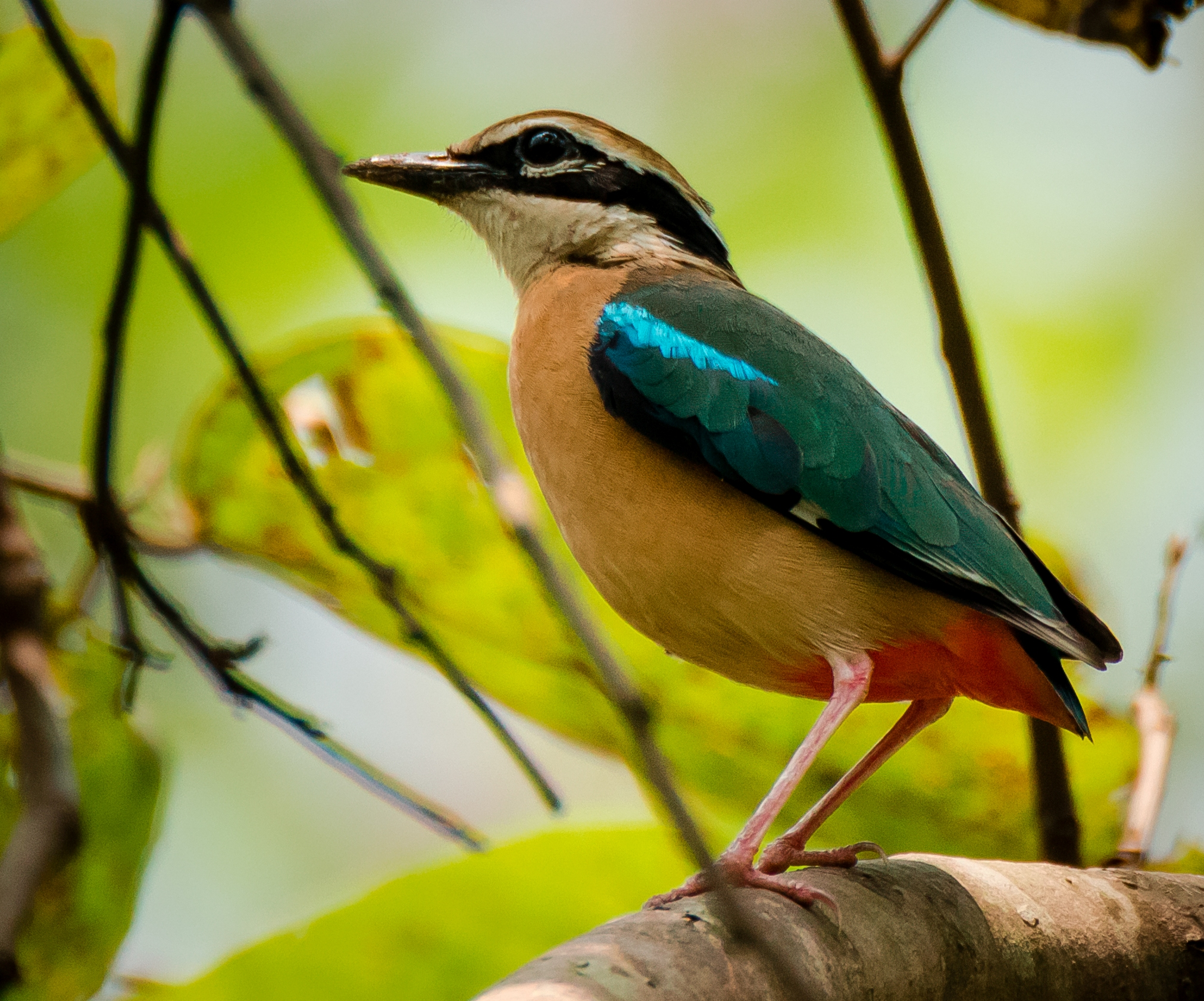
Pita de l'Índia al Parc Nacional de Kadigarh, Bhaluka (Bangladesh)

La pita de l'Índia es reprodueix principalment als contraforts de l'Himàlaia des dels turons de Margalla, al nord del Pakistan, fins al Nepal i possiblement fins a Sikkim a l'est, i als turons del centre de l'Índia i als Ghats occidentals al sud fins a Karnataka. Migra a tot arreu de l'Índia peninsular i a Sri Lanka a l'hivern. De vegades apareixen ocells esgotats als assentaments humans. És rar al desert de Thar.

## Ecologia i comportament
La pita de l'Índia reposa als arbres. S'alimenta d'insectes i altres petits invertebrats que acostuma a agafar del terra o de la fullaraca. També s'ha observat que poden prendre restes de menjar humanes del terra.
Es reprodueixen durant el monsó del sud-oest de juny a agost, amb pics al juny al centre de l'Índia i al juliol al nord de l'Índia. El niu és una estructura globular amb una obertura circular en un costat construïda a terra o sobre branques baixes. Està format per fulles seques i herbes. La posta és de quatre a cinc ous de color blanc molt brillant i esfèrics amb punts i taques de color granat o porpra profund.
S'han observat paràsits de la malària aviària a l'espècie. En una enquesta d'ectoparàsits es va trobar que cinc de cada tretze ocells tenien la paparra, Haemaphysalis spinigera.
Els seus moviments estacionals associats a les pluges no han estat ben estudiats.

## Altres fonts
- Donald, C. H. Journal of the Bombay Natural History Society, 25, 3, 1918, pàg. 497–499.
- Ingalhalikar, S. (1977). "Indian Pitta in captivity". Newsletter for Birdwatchers. 17 (7): 8–9.
- Bolster, R. C. Journal of the Bombay Natural History Society, 28, 1, 1921, pàg. 284.